# Флаг переноса
Флаг переноса CF (англ. Carry flag) в микропроцессорах — битовый флаг, который устанавливается, если в результате арифметической операции в (n + 1)-м значащем бите появилась единица (соответственно, в результате двоичного сдвига из разрядной сетки ушла единица). На языке ассемблера для 8088-процессоров обозначается как «CF».
Пример использования для восьмибитной архитектуры:
{\displaystyle 01111111_{2}+00000001_{2}=(0)10000000_{2}} (флаг не установлен)
{\displaystyle 11111111_{2}+00000001_{2}=(1)00000000_{2}} (флаг установлен)
Таким образом, при операции арифметического сложения флаг можно рассматривать как девятый бит результата.
Флаг переноса в нейронных сетях
В контексте нейронных сетей это может быть связано с операцией сложения или умножения, где возможно возникновение переноса (например, при сложении двух чисел, которые могут превысить диапазон представления чисел в компьютере). Этот флаг может использоваться для принятия решений в дальнейшем выполнении программы или алгоритма, основанных на результате операции. Важно отметить, что флаг переноса присутствует в различных архитектурах процессоров и его конкретное определение может зависеть от используемой платформы или инструкций процессора.

## Для чего нужен
Для арифметических операций над беззнаковыми числами флаг переноса — это признак переполнения. Для знаковых чисел, как правило, есть знаковый отдельный флаг переполнения (OF = overflow flag в 8086).
Чтобы сравнить два числа — «меньше», «больше» или «равны» — у процессоров есть операция CMP, которая вычитает два числа, но не сохраняет результат, только заполняет флаги. По содержимому флагов «перенос» (CF), «переполнение» (OF) и «ноль» (ZF) можно определить результат сравнения. Например, беззнаковое «больше» — это CF=1 и ZF=0.
Чтобы складывать и вычитать длинные числа, есть команды «сложить с переносом» и «вычесть с заимствованием» (Y = A + B + CF, Y = A − B − CF). К слову сказать, вычитание обычно реализуется как A + not(B) + 1, соответственно, вычитание с заимствованием — как A + not(B) + not(CF). Чтобы сдвигать длинные числа, есть команда «двоичный сдвиг через флаг переноса». Также флаг переполнения свидетельствует о смене знака числа (как только сменился - сразу принимает значение "1"), с которым процессор произвел какое либо действие.